# (16199) Rozenblyum
(16199) Rozenblyum est un astéroïde de la ceinture principale.

## Description
(16199) Rozenblyum est un astéroïde de la ceinture principale. Il fut découvert le 30 janvier 2000 à Socorro (Nouveau-Mexique) par le projet LINEAR. Il présente une orbite caractérisée par un demi-grand axe de 2,95 UA, une excentricité de 0,07 et une inclinaison de 3,0° par rapport à l'écliptique.

## Compléments